# KZ Abteroda

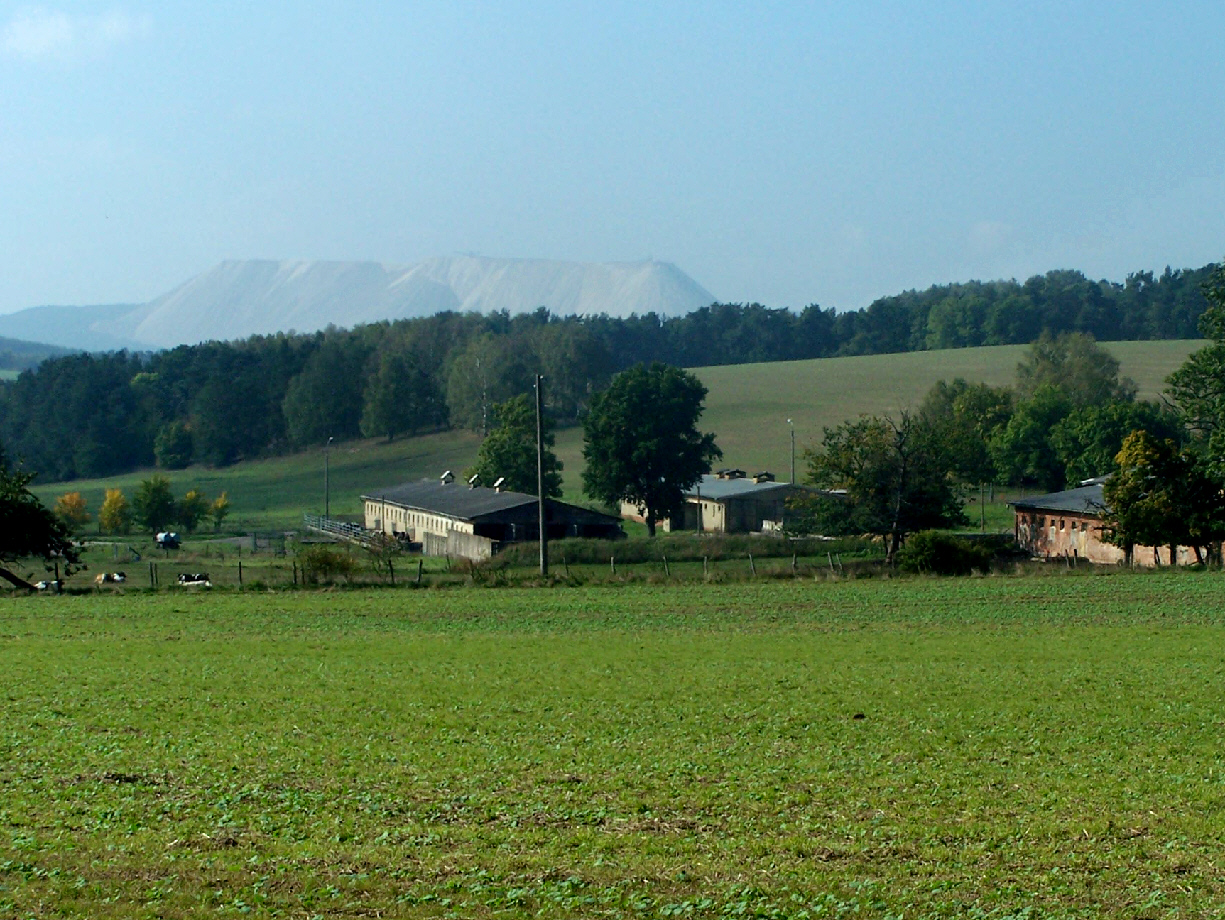
Das einstige Lagergelände bei Abteroda

Das Konzentrationslager Abteroda (kurz KZ Abteroda) war ein Außenlager des Konzentrationslagers Buchenwald. Es befand sich am Rand der Ortschaft Abteroda, heute ein Stadtteil von Werra-Suhl-Tal. 

## Beschreibung
Das Lager lag nahe dem stillgelegten Kalibergwerksschacht von Abteroda. Dort sollte eine unterirdische Fertigungsstätte der BMW Flugmotorenfabrik Eisenach aufgebaut werden. Aufgrund der fortgeschrittenen Kriegssituation standen nur wenige freie Arbeitskräfte zur Verfügung und die Arbeiten verliefen zu Beginn sehr langsam. Die Flugzeugmotorenproduktion für die Messerschmitt Me 262 hatte jedoch höchste Priorität. Aus diesem Grunde forderte BMW und die zuständige OT-Bauleitung für die Schachtarbeiten, den Ausbau der Maschinenhalle und die Produktion der Motoren KZ-Zwangsarbeiter an. Das Konzentrationslager Buchenwald stellte diese zur Verfügung.
Bereits im Jahre 1937 hatte das Heer zwei Schachtanlagen bei Berka/Werra in ein untertägiges Munitionslager einer Munitionsanstalt, der Heeres-Munitionsanstalt Berka, umgewandelt. Einer dieser Schächte, Alexandershall, sollte ab 1944 vom Rüstungsamt für die Fertigung von Flugzeugmotoren des Typs 003 durch BMW Eisenach genutzt werden. Das Heer konnte dies verhindern, war aber gezwungen, den Schacht Abteroda, der diesem benachbart war, dem Rüstungsamt zu überlassen. Bereits im Mai 1944 wurde damit begonnen, eine unterirdische Produktionsstätte zu errichten. Diese trug den Decknamen Bär. Der oberirdische Teil der Anlage wurde unter dem Namen Anton geführt. In der endgültigen Planungsstufe sollte der unterirdische Ausbau eine Fläche von 16.000 Quadratmeter haben, wobei die Lagerfläche 6.000 Quadratmeter umfassen sollte.
Die ersten 79 Häftlinge erreichten Abteroda am 1. August 1944. Weitere folgten innerhalb der nächsten Monate. Ende Januar 1945 war die Maximalzahl von 230 Zwangsarbeitern erreicht. Es handelte sich meist um französische oder russische Häftlinge. Erkrankte Zwangsarbeiter wurden nach Buchenwald zurückgeschickt und durch neue ersetzt. Das Schicksal dieser Personen ist ungeklärt.
Die Überwachung der Häftlinge übernahm die SS. SS-Unterscharführer John war der Führer des Kommandos.
Die Unterbringung der Zwangsarbeiter erfolgte in zwei Lagerhallen. Ein zwei Meter hoher Zaun verhinderte eine Flucht. Hinzu kamen vier Meter hohe Wachtürme und Scheinwerfer. Den Zwangsarbeitern war es streng verboten, zu anderen Gruppen Kontakt aufzunehmen.
Nachdem die Zwangsarbeiter ihre Arbeit aufgenommen hatten, wurden große Fortschritte gemacht. Hierfür waren die monatlich geleisteten ca. 60.000 Arbeitsstunden verantwortlich. BMW zahlte pro Monat anfallende Kosten in Höhe von ca. 30.000 Reichsmark an das SS-Wirtschafts- und Verwaltungshauptamt (WVHA) in Berlin.
Anfang April 1945 erreichten amerikanische Truppen die hessisch-thüringische Landesgrenze bei Creuzburg und Gerstungen. Das Konzentrationslager Abteroda wurde deshalb am 4. April aufgelöst.
Im Jahre 1966 wurde die Situation im Lager Abteroda vor der Ludwigsburger Zentralstelle der Landesjustizverwaltung noch einmal verhandelt. Es sollte geklärt werden, ob es zu Morden von Insassen durch SS-Personal gekommen war. Der anfänglich bestandene Verdacht konnte nach Zeugenaussagen nicht bestätigt werden. Im April 1967 wurde das Verfahren eingestellt.
Im Mai 2020 wurde auf Initiative des Landwirtschaftsbetriebes, der heutiger Nutzer des ehemaligen Lagergeländes ist, ein Gedenkstein aufgestellt. BMW beteiligte sich an den Kosten.